# Gungan (målning av Renoir)
Gungan (franska: La Balançoire) är en oljemålning av den franske konstnären Auguste Renoir. Den ingår i samlingarna i Musée d'Orsay i Paris. 
Gungan målades sommaren 1876 parallellt med Renoirs kanske mest kända verk, Bal du moulin de la Galette. Det finns flera likheter mellan målningarna och de tre som stod modell för Gungan – brodern Edmund Renoir, konstnären Norbert Goeneutte och skådespelerskan Jeanne Samary – avbildas även i Bal du moulin de la Galette. Platsen är en park i Paris som idag ingår i Musée de Montmartre, i vilken Renoir hyrde en ateljé vid tidpunkten för att vara nära dansstället Moulin de la Galette.
Gungan ställdes ut på tredje impressionistutställningen 1877. Den inköptes 1879 av Renoirs bemedlade konstnärsvän Gustave Caillebotte som även köpte Bal du moulin de la Galette. Vid Caillebotte död 1894 tillföll målningarna franska staten. I ett annat berömt grupporträtt av Renoir, Roddarnas frukost, figurerar bland annat Caillebotte och Samary.